# Estadio Deportivo
Estadio Deportivo és un diari esportiu espanyol publicat a Sevilla, Andalusia. És un suplement del diari El Mundo.

## Història i perfil
Estadio Deportivo es va establir com a setmanari l'any 1995. El 28 d'agost de 1996 es va començar a publicar diàriament. El diari té la seu a Sevilla. Els antics propietaris del diari eren Recoletos (85%) i Grupo Prensa Ibérica (15%). L'any 2007 va passar a formar part d'Unidad Editorial Des de l'11 de gener de 2010 l'Estadio Deportivo es ven amb El Mundo.